# Salvinorin A
Salvinorin A je hlavní psychoaktivní látka rostliny šalvěje divotvorné (Salvia divinorum), mexické byliny dlouho používané jako entheogen původními Mazatéckými šamany. Malé množství Salvatorinu A bylo zjištěno také u Salvie recognita, Salvie cryptantha a Salvie glutinosa. Salvinorin A je halucinogenní sloučenina s disociativními účinky. Jeho chemická struktura je naprosto odlišná od ostatních přírodních halucinogenů jako jsou DMT, psilocybin, meskalin a odlišná od syntetických halucinogenů jako jsou LSD, a ketamin. Salvinorin A je označován za nejsilnější známou přírodní psychoaktivní látku, s účinnou dávkou působící na člověka v rozmezí 200–1 000 μg v případě kouření. Účinnost salvinorinu A nelze srovnávat s žádnými jinými známými halucinogeny. Příčinou je již zmíněná odlišnost chemické struktury a také působí na odlišný receptorový systém. Salvinorin A může vytvářet psychoaktivní účinky na člověka v obvyklém trvání od několika minut po hodinu podle způsobu jeho užívání.
Salvinorin A se vyskytuje většinou ve skupině s malým množstvím salvinorinu B (jeho psychoaktivita dosud nebyla ověřena). Působí na kappa opioidní receptory (blokuje průchod signálů těmito receptory) a je to první známá látka působící na tyto receptory, která nepatří do skupiny alkaloidů. Salvinorin A byl izolován nezávisle na sobě roku 1982 Alfredem Ortegou v Mexiku a v roce 1984 Leanderem J. Valdesem III v USA. Jeho farmakologické mechanismy byly objasněny Bryanem L. Rothem.

## Účinky
D.M. Turner rozčlenil účinky (především při větších dávkách) do těchto kategorií :
1. Stávání se předmětem
2. Vnímání různých placatých membrán, blan a povrchů
3. Znovuprožívání minulosti, zejména dětství
4. Ztráta těla anebo identity
5. Různé pocity pohybu, tlačení nebo otáčení neurčitými silami
6. Nekontrolovatelné hysterické záchvaty smíchu
7. Překrývající se reality. Pocit bytí na několika místech najednou.

## Chemie

### Rozpustnost
Rozpustnost salvinorinu při teplotě 27 °C
| Aceton      | 23 mg/ml (43,5 ml/g)    |
| Methanol    | 3,15 mg/ml (317 ml/g)   |
| Ethanol     | 1,28 mg/ml (780 ml/g)   |
| Isopropanol | 0,74 mg/ml (1 350 ml/g) |